# Premier League (Ethiopië)
De Premier League is de hoogste voetbaldivisie in Ethiopië.

## Clubs 2010/2011
- Adama City FC
- Awassa City FC
- Banks SC
- Dedebit
- Defence
- Dire Dawa City
- EEPCO
- Ethiopian Coffee
- Fincha Sugar
- Harrar Beer Botling FC
- Lideta Nyala
- Muger Cement
- Saint-George SA
- Sebeta City
- Sidama Coffee
- Trans Ethiopia

## Erelijst (1944-2011)
| Club                     | Titels | Club                          | Titels |
| ------------------------ | ------ | ----------------------------- | ------ |
| Saint-George SA          | 24     | Ermejachen Addis Abeba        | 1      |
| Mechal Addis Abeba       | 11 (1) | British Military Mission-BMME | 1      |
| Cotton FC Dire Dawa      | 5      | Key Baher Addis Abeba         | 1      |
| Asmara                   | 4 (2)  | Medr Babur (Dire Dawa)        | 1      |
| EEPCO                    | 3      | Ogaden Anbassa                | 1      |
| Tele SC Asmara (Eritrea) | 3      | Omedla                        | 1      |
| Ethio-Cement Dire Dawa   | 2      | Tegl Fre                      | 1      |
| Awassa Kenema            | 2      | Embassoyra (Eritrea)          | 1      |
| Ethiopian Coffee         | 2      | X                             | x      |

(1) Army Addis Abeba inbegrepen
(2) Hamassien inbegrepen, Asmara ligt nu in Eritrea.

## Landskampioenen
| - 1944 British Military Mission-BMME (Addis Abeba) - 1945-47 geen wedstrijden - 1948 Key Baher (Addis Abeba) - 1949 Army (Addis Abeba) - 1950 St. George (Addis Abeba) - 1951 Army (Addis Abeba) - 1952 Army (Addis Abeba) - 1953 Army (Addis Abeba) - 1954 Army (Addis Abeba) - 1955 Hamassien (Asmara) - 1956 Mechal (Addis Abeba) - 1957 Hamassien (Asmara) - 1958 Akale Guzay (Eritrea) - 1959 Tele SC (Asmara) - 1960 Cotton (Dire Dawa) - 1961 Ethio-Cement (Dire Dawa) - 1962 Cotton (Dire Dawa) - 1963 Cotton (Dire Dawa) - 1964 Ethio-Cement (Dire Dawa) - 1965 Cotton (Dire Dawa) - 1966 St. George (Addis Abeba) - 1967 St. George (Addis Abeba) - 1968 St. George (Addis Abeba) - 1969 Tele SC (Asmara) - 1970 Tele SC (Asmara) - 1971 St. George (Addis Abeba) - 1972 Asmara (Asmara) - 1973 Asmara (Asmara) - 1974 Embassoyra (Eritrea) - 1975 St. George (Addis Abeba) - 1976 Mechal (Addis Abeba) - 1977 Medr Babur (Dire Dawa) [aka Railway] - 1978 Ogaden Anbassa (Harar) - 1979 Omedla (Addis Abeba) | - 1980 Tegl Fre (Addis Abeba) - 1981 Ermejachen (Addis Abeba) - 1982 Mechal (Addis Abeba) - 1983 Cotton (Dire Dawa) - 1984 Mechal (Addis Abeba) - 1985 St. George (Addis Abeba, als Brewery) - 1986 St. George (Addis Abeba, als Brewery) - 1987 St. George (Addis Abeba, als Brewery) - 1988 Mechal (Addis Abeba) - 1989 Mechal (Addis Abeba) - 1990 Brewery (Addis Abeba) - 1991 St. George (Addis Abeba) - 1992 St. George (Addis Abeba) - 1993 Mebrat Hail (Addis Abeba) - 1994 St. George (Addis Abeba) - 1995 St. George (Addis Abeba) - 1996 St. George (Addis Abeba) - 1997 Ethio-Bunna (Addis Abeba) - 1998 Mebrat Hail (Addis Abeba) - 1999 St. George (Addis Abeba) - 2000 St. George (Addis Abeba) - 2001 Mebrat Hail (Addis Abeba) - 2002 St. George (Addis Abeba) - 2003 St. George (Addis Abeba) - 2004 Awassa Kenema (Awassa) - 2005 St. George (Addis Abeba) - 2006 St. George (Addis Abeba) - 2007 Awassa Kenema (Awassa) - 2008 St. George (Addis Abeba) - 2009 Saint-George SA (Addis Abeba) - 2010 Saint-George SA (Addis Abeba) - 2011 Ethiopian Coffee (Addis Abeba) |